# Povodnjak in Makov škrat
Povodnjak in Makov škrat je lutkovna pravljica, ki jo je napisala Jana Stržinar.

## Interpretacija
V umazanem ribniku, na jasi sredi gozda,  živi povodnjak Voltek.  Težko je biti povodni mož v današnjih časih, ko so vse vode tako umazane … Rad ima rožice, zato hodi na makovo polje, kjer vsakokrat odtrga mak in ga odnese v svoj grad. Vendar Voltek ne ve, da na makovem polju živi Makov škrat. Nekega dne Makov škrat zaloti Voltka med sprehajanjem po njegovem vrtu. Najprej se spreta, nato pa je povodnjaku dovoljeno, da si vsak dan odtrga mak. Voltek odide in k škratu pride Marjetica. Makov škrat ji pove, da je ugotovil kdo hodi po njegovem vrtu. Marjetica je radovedna rožica in si nemudoma želi spoznati Voltka. Kljub temu da ji škrat brani, hitro odide do ribnika. Tam pokliče Voltka, ki je ob pogledu na njeno lepoto  prevzet. Želi si jo imeti zase, zato jo  kljub njenemu upiranju vzame s seboj v grad.  Zaskrbljen Makov škrat se odpravi iskati Marjetico, saj je dolgo ni bilo nazaj. Pokliče Voltka in ga prepriča da spusti Marjetico. Voltek ji ni želel nič slabega, zato jo izpusti. Žalosten in osamljen odide nazaj na dno jezera. Marjetici je hudo zaradi Voltka, zato se odloči, da bo poiskala Čarovnico Zeleno, katera bo očistila ribnik in tako osrečila Voltka.  Čarovnica z veseljem očisti ribnik in okolico in tako tudi okoli jezera zacvetijo rože. Voltek je zopet srečen.

## Analiza
Gre za poučno pravljico, saj se dotakne teme o onesnaženosti sveta, hkrati pa želi otrokom povedati, da je prihodnost v njihovih rokah. Pravljica otrokom tudi sporoča, da ima vsak ribnik, vsaka voda svojega duha in naj se do nje obnašajo tako, kot da so sami tisti povodni mož, ki v njem živi.

V pravljici zasledimo motive naivnosti, radovednosti, lepote in odpuščanja.
Motiv naivnosti: motiv se pokaže, ko se Marjetica, kljub opozorilom Makovega škrata odpravi k Voltku, čeprav ga ne pozna.
Motiv radovednosti: Marjetica je radovedna rožica, ki si želi videti čim več novih stvari.
Motiv lepote: Voltek ugrabi Marjetico zaradi njene lepote, in ne zaradi slabih namenov.
Motv odpuščanja: Makov škrat odpusti Voltku, čeprav je hodil po njegovem Makovem polju. Marjetka odpusti Voltku, čeprav jo je ugrabil. 

## Književne osebe
- Voltek Povodnjak  je povodni mož, ki  živi v gradu na dnu ribnika. Rad ima lepe rožice, vendar jih zaradi umazanega ribnika v njegovi okolici ni. Vsak dan zahaja na Makovo polje, kjer občuduje mak  in kakšnega tudi utrga, da ga odnese v svoj podvodni grad, saj ga med vsemi smetmi, ki ležijo na dnu njegovega ribnika, samo rožica lahko razveseli.

- Makov škrat  je škrat, ki živi na Makovem polju, kjer raste čaroben mak, ki se nikoli ne osuje. Vsako noč občuduje in barva svoj mak, dan pa po navadi prespi, zato je pravi ponočnjak.

- Marjetica je rožica z rumeno glavico in venčkom dolgih belih listov. Zrasla je v rastlinjaku a nikoli ni želela oditi v cvetličarno. Prijazna črovnica Zelena , ki razume govorico rožic in vse narave, ji je izpolnila željo in jo začarala tako, da ne bo nikoli ovenela in da bo, ko odraste lahko odšla iz rastlinjaka. Marjetka je radovedna, prijazna in nagajiva rožica.

- Čarovnica Zelena sestavlja nove čarovnije za čiščenje vseh vrst umazanije v naravi. Z njimi čisti reke, jezera in ribnike, včasih pa tudi smetišča.

## Lutkovna pravljica
Pravljica Povodnjak in Makov škrat je tudi lutkovna predstava, ki je nastala leta 1988 in je še vedno aktivna.
Leta 1992 je bila prvič posneta v naravnem okolju, predvajana na Tv Slovenija, izšla pa je tudi kot videokaseta. Leta 1990 je prvič izšla v knjigi, leta 2009 pa ponovno v popolnoma novi izdaji.